# Morago (pittore)
Morago, pseudonimo di Agostino Morandin (Lutrano, 1947), è un pittore italiano.

## Biografia
Nato a Lutrano, frazione di Fontanelle, in una vecchia casa di campagna nella pianura veneta, frequenta il liceo classico e quindi l'Accademia di Belle Arti di Venezia, per poi entrare nel mondo della grafica pubblicitaria e dell'incisione. Nello stesso periodo viaggia per l'Europa: nel 1967 è aiuto scenografo a Parigi, in seguito in Africa, Estremo Oriente e America prende l'ispirazione per i suoi primi quadri.
Dal 1971 al 1995 insegna e collabora sul piano editoriale con l'UNESCO sempre a Parigi e con l'Università la Sapienza e la Santa Sede a Roma. Negli anni le sue opere vengono esposte nei più importanti musei e gallerie d'Europa. Nel 1994 la Comunità Europea lo nomina artista, unico rappresentante per l'Italia presso il suo nuovo Palazzo del Consiglio a Bruxelles, avendo così la meglio su 1.500 concorrenti.
In seguito espone ancora all'UNESCO a Parigi e poi allo Sporting Club d'Hiver a Montecarlo su invito del Principe Ranieri di Monaco; espone e realizza opere negli Stati Uniti e presso la Fondazione Herbert von Karajan a Vienna nel 1998. Nel 1999 è Oderzo a dedicargli una grande retrospettiva, rendendo omaggio così ad uno degli ultimi rappresentanti della lunga tradizione di artisti della città.
Da anni fa parte del gruppo di artisti della Venice Design di Venezia; negli ultimi anni è stato consulente in Architecture for Art presso il College of Architecture dell'Università del Kentucky, mentre oggi è anche sovraintendente degli eventi artistici della Provincia di Treviso. Nel 2016 il Comune di Fontanelle gli conferisce la cittadinanza onoraria. Attualmente vive a San Polo di Piave, vicino Oderzo; le sue opere sono esposte in tutto il mondo, da Miami a Hong Kong, da Lima a Madera, da New York a Stoccarda, passando per Shanghai e Colonia.
Autorevoli critici d'arte ritengono la sua opera come l'evoluzione contemporanea del primato del colore nella storia dell'arte veneziana. «Opere dominate dalla luce solida del bianco» ha scritto Virginia Baradel nel contesto della mostra di Morago nella Città Serenissima. «Ma anche un respiro di blu age emerge talvolta tra notturni retroscena post urbani e squarci improvvisi di rosso» ha sottolineato Norman Zoia in occasione di una grande personale londinese del maestro veneto. E Carlo Sala, riferendosi all'esposizione di Madrid, così chiude la sua nota in catalogo: «Una capacità di far dialogare anche atteggiamenti cromatici talvolta dissonanti, per giungere a un equilibrio compositivo globale».